# كورنيليوس أمبروز لوغان
كورنيليوس أمبروز لوغان (بالإنجليزية: Cornelius Ambrose Logan)‏ هو دبلوماسي أمريكي، ولد في 24 أغسطس 1832، وتوفي في 30 يناير 1899 بسبب التهاب الكلى.